# Kanton Châtillon-sur-Seine
Kanton Châtillon-sur-Seine (francouzsky Canton de Châtillon-sur-Seine) je francouzský kanton v departementu Côte-d'Or v regionu Burgundsko. Tvoří ho 28 obcí.

## Obce kantonu
- Aisey-sur-Seine
- Ampilly-le-Sec
- Brémur-et-Vaurois
- Buncey
- Chamesson
- Charrey-sur-Seine
- Châtillon-sur-Seine
- Chaumont-le-Bois
- Chemin-d'Aisey
- Coulmier-le-Sec
- Étrochey
- Gomméville
- Maisey-le-Duc
- Massingy
- Montliot-et-Courcelles
- Mosson
- Nod-sur-Seine
- Noiron-sur-Seine
- Obtrée
- Pothières
- Prusly-sur-Ource
- Sainte-Colombe-sur-Seine
- Vannaire
- Vanvey
- Villers-Patras
- Villiers-le-Duc
- Villotte-sur-Ource
- Vix